# جبروت امرأة (فلم)
جبروت امرأة فيلم مصري أنتج سنة 1984 من بطولة نادية الجندي وسعيد صالح وفاروق الفيشاوي وصلاح السعدني ونادية عزت، أنتج الفيلم محمد مختار، قام بإخراج الفيلم المخرج نادر جلال، ومن تأليف نبيل راغب.
يحكي الفيلم قصة نرجس التي تتزوج من «سيد» وهي تتطلع إلى الثراء ولذلك تقنع زوجها بأن يعملا مع «منجلاوي» تاجر المخدرات دون أن يعرفا مصدر ثروته، تحاول نرجس التفوق على «منجلاوي» فتطلب من «سنارة» المساعدة وأن يطلعها على الشخصيات الهامة التي يعمل معها «منجلاوي»، وتعده أيضا على أن تهبه نفسها مقابل قتل «منجلاوي» يذهب الأربعة إلى رحلة صيد بالفيوم وتسمع «نرجس» صوت طلقات نارية ولكنها تنهار بشكل جنوني عندما تكتشف أن «سنارة» يفشي سرهما لمنجلاوي والذي يحرضه على قتل «سيد» وتصاب بالجنون عندما ترى «سيد» مقتولا أمام أعينها وتتوالى الأحداث.

## روابط خارجية
- مقالات تستعمل روابط فنية بلا صلة مع ويكي بيانات